# Catocala werneri
Catocala werneri là một loài bướm đêm trong họ Erebidae.